# Euxoa simulatrix
Euxoa simulatrix là một loài bướm đêm trong họ Noctuidae.